# Pseudonaclia minor
Pseudonaclia minor là một loài bướm đêm thuộc phân họ Arctiinae, họ Erebidae.